# Eburia championi
Eburia championi es una especie de coleóptero crisomeloideo de la familia Cerambycidae.  

## Distribución
Es originaria de Costa Rica y México.